# إجهاد أليلي

الإجهاد الأليلي في الكيمياء العضوية، هي نوع من طاقة الإجهاد (الانفعال)، التي تنتج من التفاعل بين بديل (فرع على السلسلة الكيميائية الجزيئية الرئيسية) على نهاية واحدة للأولفين مع بديل أليلي على النهاية الأخرى. فإذا كان البديلان كبيرين بشكل كافٍ، فإنهما يتفاعلان مع بعضهما البعض مما ينتج عنه تغلب أحد التكوينات الجزيئية على الآخر. عُرف الإجهاد الأليلية لأول مرة في الأدب (التراث) الكيميائي عام (1965) من قبل جونسون مالهوترا. كان المؤلفون يحققون في التكوينات الجزيئية للهكسان الحلقي بما في ذلك الروابط المزدوجة داخل وخارج الحلقة عندما لاحظوا بعض التكوينات الجزيئية المرغوبة بسبب القيود الهندسية التي فرضتها الرابطة المزدوجة. استفاد الكيميائيون العضويون من الثبات الناتج عن الإجهاد الأليلي لاستخدامه في التفاعلات اللاتناظرية.

## قياس طاقة الإجهاد الأليلية
يصعب قياس طاقة الإجهاد للجزيء بدقة، لذلك يُمكن أن يختلف معنى هذا المُصطلح بسهولة حسب فهم وترجمة الشخص له. بدلًا من ذلك، فإن الطريقة الموضوعية للإطلاع على الإجهاد الأليلي للجزيء هي من خلال حالة التوازن التي يُنشئها التكوين الجزيئي. بمقارنة درجات الحرارة المتكونة في الجزيئات الداخلة في التفاعل يُمكن تقييم وتقدير الإجهاد الأليلي. يعطي هذا المُصطلح المعلومات اللازمة حول الثباتات النسبية للجزيئات الموجودة في التفاعل وتأثير الإجهاد الأليلي على حالة التوازن. يُمكن تحديد درجات حرارة التفاعل (التكوين الجزيئي) باستخدام المقاييس الكالورية. كما يُمكن استخدام المحتوى الحراري المحسوب على نطاق واسع بسبب سهولة الحصول عليه.
تُستخدم العديد من الطرق الأخرى لتحديد المحتوى الحراري لحالة التوازن للتكوين الجزيئي، فمثلًا طريقة هومورف، هي من أكثر الطرق بساطة لتقدير المحتوى الحراري للتفاعلات الكيميائة غير المُقيدة (غير المحصورة) داخل الجزيء. نظرًا لأن كل هذه الطرق هي عبارة عن طرق تقريبية، فإن قيم الإجهاد المذكورة يُمكن أن تختلف، لذلك يجب استخدامها فقط لتقديم فكرة عامة عن طاقة الإجهاد.

### الأولفين
يُعتبر الأولفين من أبسط أنواع الجزيئات التي تُظهر طاقة الإجهاد. اعتمادًا على البدائل، فإن الأولفين يحافظ على درجات متفاوته من طاقة الإجهاد. في 3-ميثيل-1-بيوتان، فإن التفاعل بين الهيدروجين ومجموعتي الميثيل في النظام الأليلي يمكن أن يسبب تغيُّرًا في الطاقة الداخلية الكامنة والتي تساوي 2 كالوري لكل مول. كما هو متوقع، بزيادة حجم الفرع، فإن حالة توازن المحتوى الحراري بين المتشاركات التفاعلية تزداد. على سبيل المثال، عند دراسة 4-ميثيل-2-بنتين الذي يحتوي على مجموعة ميثيل أليلية إضافية بالمقارنة مع 3-ميثيل-1-بيوتان، فإن المحتوى الحراري للدوران يزداد لأعلى معدل طاقة، من 2 كالوري لكل مول إلى 4 كالوري لكل مول.

### الجزيئات الحلقية
تُستخدم طاقات التفاعل ذات المحاور الثنائية (3-1) على نطاق واسع لتحديد طاقة الإجهاد بشكل تقريبي في الجزيئات الحلقية، إذ تتوفر قيم هذه التفاعلات. بالأخذ في الاعتبار الاختلاف في التفاعلات غير المحدودة (غير المقيدة) لكل تكوين جزيئي، فإنه يُمكن تحديد وتقدير المحتوى الحراري للتوازن، فمثلًا، يُمكن حساب طاقة الإجهاد لميثيل داي سيكلو هكسان (ميثيل مزدوج حلقتي الهكسان) لتكون 4.5 كيلو كالوري لكل مول. كما يُمكن حساب طاقة أجهاد 1-8-داي ميثيل نافثالين لتكون 7.6 كيلو كالوري لكل مول.
تميل طاقة الإجهاد لتكون بقيمة أكبر في الجزيئات الحلقية مقارنة بالأولفين، لأن قيمة طاقة الإجهاد تزداد بزيادة الثبات الذي يوفره النظام. قدم جونسون إف ملخصًا متعمقًا عن طاقة الإجهاد الأليلية في مراجعة له مكونة من ست دورات.

## العوامل المؤثرة
هناك الكثير من العوامل التي يُمكنها أن تؤثر على الطاقة المرتبطة بالإجهاد الأليلي. لتخفيف الإجهاد الذي يُسببه التفاعل بين مجموعتين الميثيل، عادة ما تظهر الهكسانات الحلقية قالب أو قالب مزدوج من التشكلات الجزيئية. يميل التشكُل القالبي ليكون التشكل الأكثر إجهادًا. يُشكل تأثير الإجهاد الأليلي على الألكينات المقرونة أفضلية أكثر للتراكيب الخطية.

### حجم الأفرع
عادة ما يكون حجم الأفرع التي تتفاعل على الموضعين 1 و3 على المجموعة الأليلية العامل المؤثر الأكبر على كمية وحجم الإجهاد. كقاعدة عامة، ستخلق البدائل الأكبر حجمًا كمًا أكبر في حجم الإجهاد. كما يُسبب التفاعل بين الهيدروجين ومجموعة الميثيل تغير في الطاقة الكامنة يساوي 3.6 كيلو كالوري لكل مول. يصل حساب طاقة الإجهاد في هذا النظام إلى 7.6 كيلو كالوري لكل مول بسبب التفاعلات بين مجموعتي الميثيل.
قطبية الفرع: تؤثر القطبية أيضًا على الإجهاد الأليلي. تبعًا لشروط «الانتقائية المُجسمة»، تؤثر المجموعات القطبية مثل المجموعات الكبيرة الضخمة بشكل أكبرعلى الإجهاد. على الرغم من أن مجموعتين لهما نفس قيم إيه -قيمة عددية تحدد اتجاه الذرة الأكثر ثباتًا-، فإن المجموعة القطبية الأكبر حجمًا ستكون أكثر تأثيرًا. هذا يعود إلى الصفة المانحة للمجموعات القطبية. تُزيد المجموعات القطبية من طاقة إتش أوه إم أوه الخاصة بنظام سيجما في الحالة الانتقالية. هذا يجعل الحالة الانتقالية في وضع أفضل بكثير عندما لا تتداخل المجموعات القطبية مع الإجهاد الأليلي.

### الترابط الهيدروجيني
مع أفرع قطبية معينة، يُمكن أن يحدث ترابط هيدروجين في النظام الأليلي بين هذه الأفرع. بدلًا من الإجهاد الذي يحدث بين المجموعات القريبة، تعمل الروابط الهيدروجينية على على استقرار التكوين الجزيئي وتجعله أكثر قبولًا وثباتًا. يحدث هذا عندما يكون الفرع الأليلي في موضع 1 هو مجموعة مانحة (مسببة) للرابطة الهيدروجينية (غالبًا الهيدروكسيل) ويكون الفرع الموجود في الموضع 3 هو مجموعة مُستقبلة للرابطة الهيدروجينية (غالبًا الإيثر). حتى في الحالات التي يسمح فيها النظام الأليلي بوضع مجموعات هيدروجينية أصغر حجمُا بكثير في الموضع المُستقبل للرابطة الهيدروجينية، فمن المُفضل أيضًا تكوين الرابطة الهيدروجينية.

### المُذيب
للمُذيبات أيضًا تأثير على الإجهاد الأليلي، فعند استخدامها مع معرفة تأثيرات القطبية على الإجهاد الأليلي، يُمكن أن تكون مفيدة جدًا في توجية تكوين المُنتج الذي يحتوي على بنية أليلية في الحالة الانتقالية. عندما تكون المُذيبات ضخمة وقطبية، فإنها ستكون قادرة على التفاعل مع واحد من الأفرع على المجموعة الأليلية، كما يُمكن للمُذيب أن يُجبر بقوة المُعقد الضخم المتكون على الخروج من تحت وطأة الإجهاد الأليلي لصالح مجموعة أصغر.

### الاقتران
يزيد الاقتران من الإجهاد الأليلي لأنه يفرض أفرع معينة في التكوين مما يجعل ذراته متقاربة بشكل أكبر، فتزداد قوة تنافر فان دير ويلز. تحدث هذه الحالة بشكل أكثر وضوحًا عندما يدخل حمض الكربوكسيليك والكيتون كأفرع على المجموعة الأليلية. يؤدي تأثير الصدى (التردد أو الرنين) الإلكتروني على مجموعة الكربوكسيليك إلى تحريك الرابطة المزدوجة بين ذرتي الكربون والأكسيجين لتكوين مجموعة هيدروكسيل، وبالتالي ستعمل مجموعة الكربوكسيليك مثل مجموعة الهيدروكسيل وهذا سيسبب زيادة كبيرة في الإجهاد الأليلي ويُلغي تأثير الاقتران المُمتد.

### الحالة الحمضية
في الحالات التي تحدث فيها أينلة (إضافة مجموعة الإينول) حول المجموعة الأليلية، يُمكن أن تتسبب المعالجة بالحمض بشكل طبيعي في تحول الألكين إلى بروتين، ناقلة الرابطة المزدوجة إلى مجموعة الكربوكسيليك مما يؤدي لتحولها إلى مجموعة الهيدروكسيل. لذلك يكون الإجهاد الأليلي الناتج من تفاعل الكحول والمجموعة الأخرى في النظام الأليلي أكبر بكثير من أن يُجرى التفاعل في الحالة الحركية الحرارية العادية. تحدث الأينلة بشكل أسرع تحت الظروف القاعدية، لأن مجموعة الكربوكسيليك تُحتجز في الحالة الانتقالية مما يسمج للجزيء بتبني تكوين جزيئي جديد لا يُسبب إجهاد أليلي.